# 마틴 라일
마틴 라일 기사(Sir Martin Ryle, 1918년 9월 27일~1984년 10월 14일)은 영국의 전파천문학자이다.
혁신적인 전파 망원경을 발명했으며 1946년, 그는 동료들과 함께 라디오파를 이용해 우주를 간섭 측정한 최초의 사람들로 기록되었다. (이것은 그 해에 시드니 대학교의 조셉 포시 교수가 먼저 성공했다는 주장이 제기되었다.) 발전된 장비를 사용해 그는 그 당시 알려진 가장 먼 은하들까지 관찰할 수 있었다. 그는 케임브리지 대학교 전파 천문학과의 첫 번째 교수였으며, 뮐러드 전파 천문대의 창립 이사이기도 했다. 또한 1972년부터 1982년까지 그는 영국 왕실 천문학자였다. 그는 1974년에 앤터니 휴이시와 함께 노벨 물리학상을 받았다.

## 생애
마틴 라일은 영국의 브라이턴에서 교수인 부모 밑에서 태어났다. 옥스퍼드 대학교에서 1939년에 물리학 학위를 받은 그는 영국 원격 통신 연구 회사에서 제 2차 세계 대전 중에 사용할 비행기용 안테나를 디자인하는 일을 했다. 전쟁 직후 그는 캐번디시 연구소에서 일했다.
케임브리지 대학교에서의 초기 업무는 태양에서 방출되는 라디오파에 관한 것이었다. 하지만 그는 일찍이 케임브리지 대학교에서 새로운 방식의 관측 장비를 만들어야 한다고 생각했던 바, 이후 그는 우주의 간섭 측정과 구경 합성에 선구적인 역할을 하여 전파천문학의 발달에 크게 이바지했다. 1946년, 그는 최초의 전파 망원경의 개발에 성공했다.
그는 케임브리지 대학교의 전파천문학 연구팀을 이끌어 전파원에 관한 중요한 연구를 했다. 예를 들어, 그들이 만든 열람표의 세 번째 주제는 1959년 준항성의 발견을 이끌었다.
1948년부터 1959년까지 케임브리지 대학교에서 강의를 하던 그는 1957년에 물라르 전파 천문대의 대장이 되었고, 1959년에는 정교수가 되었다. 1952년에는 영국 학술원의 특별 회원으로 선출되었고, 1966년에 Knight Bachelor(기사작위)에 서임되었으며, 리처드 울리 경의 뒤를 이어 영국 왕실 천문학자로 1972년부터 1982년까지 있었다. 그와 앤터니 휴이시는 천문학에 대한 큰 기여로 1974년에 노벨 물리학상을 받았다.

## 천문학
마틴 라일은 20세기 최고의 천문학자 중 하나로 알려져 있다. 하지만 같이 일하기는 어려운 상대로 알려져 있는데, 이는 그가 물라르 전파 천문대의 자기 사무실에서만 일하며 남의 방해를 받기를 싫어했기 때문이다. 또 그는 케임브리지 대학교의 전파천문학 분야에서의 위치가 흔들리지나 않을까 걱정하며 자신의 구경 합성 기술을 비밀에 부쳤다.

## 수상
- 휴스 메달 (1954년)
- 영국 왕립 천문학회 메달 (1964)
- 헨리 드레이퍼 메달 (1965)
- 앨버트 A. 마이클슨 메달 (1971)
- 로열 메달 (1973)
- 브루스 메달 (1974)
- 노벨 물리학상 (1974)